# Campionat de la CCCF
El Campionat de la CCCF era el torneig precursor de l'actual Copa d'Or de la Concacaf, la primera edició de la qual va ser el 1941 i l'última el 1961. El 1938 es va crear la CCCF (Confederació Centreamericana i del Carib de Futbol) i tres anys després es va iniciar la primera edició de la Copa CCCF. El torneig se celebrava cada dos anys, amb algunes excepcions, i durant les 10 edicions celebrades, la selecció de Costa Rica es va endur 7 dels títols.
L'any 1961, la CCCF i la NAFC (North American Football Confederation) es van unir i van crear la Concacaf (Confederació de Futbol del Nord-amèrica, Centreamèrica i el Carib d'Associacions de Futbol). D'aquesta unió, va néixer dos anys després la Copa Concacaf, més tard anomenada Copa d'Or de la Concacaf.
Resum del campionats de la CONCACAF:
| Amèrica del Nord                                     | Amèrica Central i Carib                    | Amèrica Central i Carib                                              |
| ---------------------------------------------------- | ------------------------------------------ | -------------------------------------------------------------------- |
| Campionat de la NAFC (1947-1949)                     | Campionat de la CCCF (1941-1961)           | Campionat de la CCCF (1941-1961)                                     |
| Campionat de la CONCACAF (1963-1971)                 |                                            |                                                                      |
| Fase de Classificació de la Copa del Món (1973-1989) |                                            |                                                                      |
| Copa d'Or de la CONCACAF (1991-avui)                 |                                            |                                                                      |
| Amèrica del Nord                                     | Amèrica Central                            | Carib                                                                |
| Campionat de la NAFU (1990-1991)                     | Copa Centreamericana de futbol (1991-2017) | Campionat de la CFU (1978-1988) Copa del Carib de futbol (1989-2017) |
| Lliga de Nacions de la CONCACAF (2019-avui)          |                                            |                                                                      |
| Tota Amèrica                                         |                                            |                                                                      |
| Campionat Panamericà de futbol (1952-1960)           |                                            |                                                                      |

## Historial
Font:
| Any  | Seu                   |               | Campió                  | Subcampió    | Tercer        | Quart |
| ---- | --------------------- | ------------- | ----------------------- | ------------ | ------------- | ----- |
| 1941 | Costa Rica            | · Costa Rica  | · El Salvador           | · Curaçao    | · Panamà      |       |
| 1943 | El Salvador           | · El Salvador | · Guatemala             | · Costa Rica | · Nicaragua   |       |
| 1946 | Costa Rica            | · Costa Rica  | · Guatemala             | · Hondures   | · El Salvador |       |
| 1948 | Guatemala             | · Costa Rica  | · Guatemala             | · Panamà     | · Curaçao     |       |
| 1951 | Panamà                | · Panamà      | · Costa Rica            | · Nicaragua  | —             |       |
| 1953 | Costa Rica            | · Costa Rica  | · Hondures              | · Guatemala  | · Curaçao     |       |
| 1955 | Hondures              | · Costa Rica  | · Curaçao               | · Hondures   | · El Salvador |       |
| 1957 | Antilles Neerlandeses | · Haití       | · Curaçao               | · Hondures   | · Panamà      |       |
| 1960 | Cuba                  | · Costa Rica  | · Antilles Neerlandeses | · Hondures   | · Surinam     |       |
| 1961 | Costa Rica            | · Costa Rica  | · El Salvador           | · Hondures   | · Haití       |       |

## Palmarés
|    |                                           | Campionats                                    | Subcampionats         | Tercers llocs                     | Quarts Llocs    |
| -- | ----------------------------------------- | --------------------------------------------- | --------------------- | --------------------------------- | --------------- |
| 1r | Costa Rica                                | 7 (1941, 1946, 1948, 1953, 1955, 1960 i 1961) | 1 (1951)              | 1 (1943)                          |                 |
| 2n | El Salvador                               | 1 (1943)                                      | 2 (1941 i 1961)       |                                   | 1 (1946)        |
| 3r | Panamà                                    | 1 (1951)                                      |                       | 1 (1948)                          | 2 (1941 i 1957) |
| 4t | Haití                                     | 1 (1957)                                      |                       |                                   | 1 (1961)        |
| 5è | Curaçao · Curaçao · Antilles Neerlandeses |                                               | 3 (1955, 1957 i 1960) | 1 (1941)                          | 2 (1948, 1953)  |
| 6è | Guatemala                                 |                                               | 3 (1943, 1946 i 1948) | 1 (1953)                          |                 |
| 7è | Hondures                                  |                                               | 1 (1953)              | 5 (1946. 1955, 1957, 1960 i 1961) |                 |
| 8è | Nicaragua                                 |                                               |                       | 1 (1951)                          | 1 (1943)        |
| 9è | Surinam                                   |                                               |                       |                                   | 1 (1960)        |

1. 1 2  El Territori de Curaçao es va convertir oficialment en Antilles Neerlandeses el 15 de desembre 1954, encara que l'equip nacional de futbol va jugar sota el nom de Curaçao fins a 1958.